# Pat Woodell
Pat Woodell (de son nom complet Patricia Joy Woodell) est une actrice et chanteuse américaine née le 12 juillet 1944 à Winthrop (États-Unis) et morte le 29 septembre 2015  à Fallbrook (Californie).
Elle est surtout connue pour avoir joué le rôle de Bobbie Jo Bradley dans Petticoat Junction (en), une sitcom américaine des années 1960.

## Biographie
Pat Woodell meurt à son domicile de Fallbrook (Californie) le 29 septembre 2015, à l'âge de 71 ans, des suites d'un cancer.

## Filmographie
- 1962 : The Commies Are Coming, the Commies Are Coming : Linda Donavan
- 1968 : Bunny and Claude: We Rob Carrot Patches : Bunny (voix)
- 1969 : The Great Carrot-Train Robbery : Bunny (voix)
- 1969 : Bright Promise (série TV) : Barbara Jenkins (1969)
- 1971 : The Big Doll House : Bodine
- 1972 : Class of '74 : Heather
- 1973 : The Twilight People : Neva Gordon
- 1973 : The Roommates : Heather
- 1975 : The Woman Hunt